# 휴온작은이빨이끼쥐
휴온작은이빨이끼쥐(Pseudohydromys carlae)는 쥐과에 속하는 설치류의 일종이다. 뉴기니섬의 토착종이다.

## 특징
휴온작은이빨이끼쥐는 작은 설치류로 꼬리 길이 84~92mm를 제외한 몸길이가 89~103mm이다. 발 길이는 21~22mm, 귀 길이는 9~12mm이고, 몸무게는 최대 15g이다. 털은 부드럽고 무성하다. 몸 전체적으로 검은 회색이다. 귀와 다리 뒤 쪽은 연한 색을 띤다. 꼬리 길이는 몸길이보다 짧고 균일하게 작고 섬세한 털로 덮여 있다.

## 생태
육생 동물이다.

## 분포 및 서식지
파푸아뉴기니 북부와 동부 지역 휴온 반도에 널리 분포한다. 해발 2,560~3,000m의 산악 이끼숲에서 서식한다.